# 1 Lincoln Plaza
1 Lincoln Plaza es un edificio de condominios residenciales de lujo, comerciales y de uso mixto en Lincoln Square, Manhattan, Nueva York, con 43 pisos y 671 unidades. La construcción comenzó en 1971. Terminado y listo para ser ocupado en 1974, el edificio está dividido en ocho pisos de espacio comercial y 36 pisos de apartamentos residenciales de lujo.  El techo, que a menudo se considera el piso 44, alberga el gimnasio privado del edificio llamado Top of the One. 

## Uso
Un edificio residencial de cinco pisos en 33 West 63rd Street, una vivienda construida en la década de 1890 propiedad de Jehiel R. Elyachar, se convirtió en el objetivo de un esfuerzo de Paul Milstein para reunir un grupo de propiedades que se convertirían en el sitio de 1 Lincoln Plaza. Después de largas negociaciones, Milstein y Elyachar llegaron a un acuerdo en el que Milstein adquiriría la propiedad a cambio de dinero en efectivo y luego acordaron un intercambio por un edificio en el Upper East Side. Aunque se había llegado a un acuerdo verbal, Elyachar insistió en que se hiciera una donación de 100.000 dólares a una de las organizaciones benéficas que apoyaba, momento en el que Milstein se alejó y dijo: "¿Sabes qué? Vas a conservar tu edificio". Howard Milstein, el hijo de Paul calificó las negociaciones como "uno de los ejemplos más evidentes de alguien que se exageró". Los edificios circundantes en el sitio fueron demolidos y se construyó 1 Lincoln Plaza alrededor del edificio de Elyachar en 33 West 63rd Street. 
El edificio tiene varias direcciones además de "1 Lincoln Plaza", incluidas 20 West 64th Street, 33 West 63rd Street, 1897 Broadway y 1900 Broadway. Siempre que se incluya un número de unidad, cualquier correo enviado a cualquiera de las direcciones anteriores llegará al inquilino requerido.
El edificio también cuenta con inquilinos comerciales. Entre ellas se incluyen tres entidades destacadas de la industria del entretenimiento: Sesame Workshop (que produce Barrio Sésamo), SAG-AFTRA y la prestigiosa Sociedad Estadounidense de Compositores, Autores y Editores (ASCAP); La sede de ASCAP ha estado en One Lincoln Plaza desde 1974. 

## Residentes notables
En enero de 2012, el actor Nick Santino, residente, se suicidó poco después de sacrificar a su pitbull Rocco, debido a la presión de lo que algunos vecinos dijeron a la prensa que era acoso por parte de la administración del edificio. La junta del condominio había promulgado una prohibición para los pitbulls en 2010, aunque al perro de Santino se le había permitido quedarse gracias a su abuelo. 

## En la cultura popular
El edificio se puede ver en casi cualquier escena que se filmó en la plaza del Lincoln Center después de 1971, incluida Los Cazafantasmas. 